# ماغنوس مانسك
هاينريش ماغنوس مانسكِ (مواليد 1974 بألمانيا) هو خريج في الكيمياء الحيوية ومطور برمجيات من ألمانيا، وهو المطوّر الأصلي للنص البرمجي بلغة بي إتش بي الذي تطوّر لاحقًا ليصبح برمجية ميدياويكي المشغلّة لويكيبيديا.

## وصلات خارجية
- MagnusManske.de
- Wikimedia tools written by Manske on Toolforge (In Hay's directory)
- Robert Zeschke. WikiHooks – Eine protoypenhafte Webhook Extension für MediaWiki. ص. 9. ISBN:978-3-640-96452-9.
- "Fifteen years ago, Wikipedia was a very different place: Magnus Manske « Wikimedia blog". مؤرشف من الأصل في 2019-06-28. اطلع عليه بتاريخ 2016-03-12.
- "Magnus Manske". www.malariagen.net. مؤرشف من الأصل في 2015-02-13. اطلع عليه بتاريخ 2016-03-12.